# Caenis macronyx
Caenis macronyx is een haft uit de familie Caenidae. De wetenschappelijke naam van de soort is voor het eerst geldig gepubliceerd in 1986 door Kluge.
De soort komt voor in het Palearctisch gebied.